# PGC 4081739
LEDA/PGC 4081739 ist eine Galaxie im Sternbild Luchs am Nordsternhimmel, die schätzungsweise 252 Millionen Lichtjahre von der Milchstraße entfernt ist. Im selben Himmelsareal befinden sich u. a. die Galaxien IC 471 und IC 472.